# Anché (Indre-et-Loire)
Pour les articles homonymes, voir Anché.
Anché est une commune française du département d'Indre-et-Loire, située au sud-est de Chinon en région Centre-Val de Loire.

## Géographie

### Localisation
Anché se situe entre Chinon et L'Île-Bouchard, sur la rive gauche de la Vienne.
| La Vienne | Cravant-les-Coteaux La Vienne | La Vienne |
| Rivière   | Anché                         | Sazilly   |
| Ligré     |                               | Lémeré    |

### Hydrographie

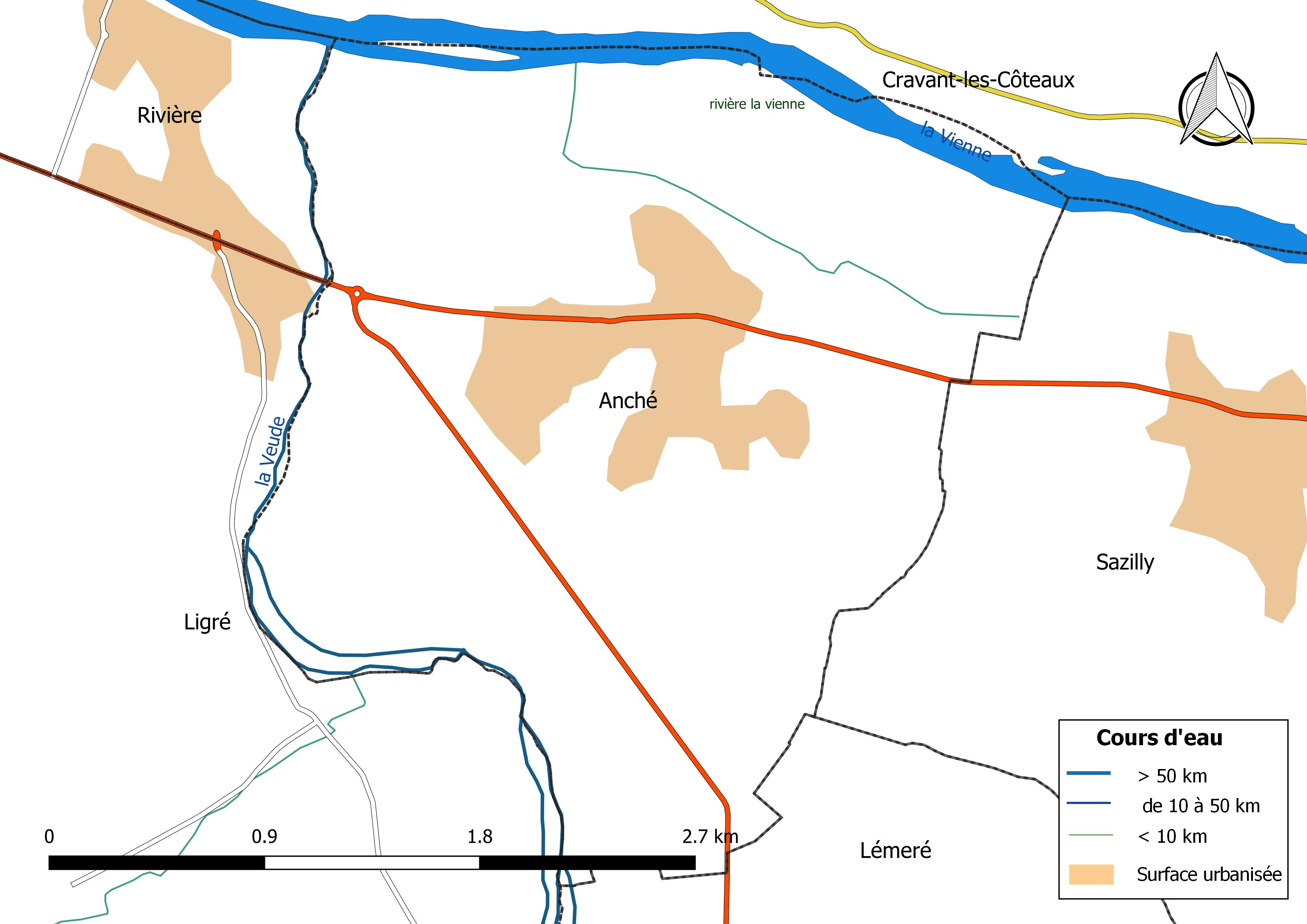
Réseau hydrographique d'Anché.

La commune est bordée sur son flanc nord par la Vienne (1,069 km). Le réseau hydrographique communal, d'une longueur totale de 7,79 km, comprend un autre cours d'eau notable, la Veude (1,947 km), et deux petits cours d'eau pour certains temporaires,.
La Vienne, d'une longueur totale de 363,3 km, prend sa source sur le plateau de Millevaches, dans la Creuse, à une altitude comprise entre 860 et 895 m et se jette  dans la Loire à Candes-Saint-Martin, à 30 m d'altitude, après avoir traversé 96 communes. La station de Chinon permet de caractériser les paramètres hydrométriques de la Vienne. Le débit mensuel moyen (calculé sur 10 ans pour cette station) varie de 49 m3/s au mois d'août  à 352 m3/s au mois de février. Le débit instantané maximal observé sur cette station est de 1 610 m3/s le 2 juin 2016, la hauteur maximale relevée a été de 5,39 m le 4 mars 2007,.
Sur le plan piscicole, la Vienne est classée en deuxième catégorie piscicole. Le groupe biologique dominant est constitué essentiellement de poissons blancs (cyprinidés) et de carnassiers (brochet, sandre et perche).
La Veude, d'une longueur totale de 42,2 km, prend sa source à une altitude de 150 m sur la commune de Thuré (Vienne) et se jette  dans la Vienne à 36 m d'altitude, à la limite entre les communes d'Anché et de Rivière, après avoir traversé 14 communes. La station hydrométrique de Lémeré permet de caractériser les paramètres hydrométriques de la Veude. Le débit mensuel moyen (calculé sur 22 ans pour cette station) varie de 0,32 m3/s au mois d'août  à 2,31 m3/s au mois de février. Le débit instantané maximal observé sur cette station est de 24,90 m3/s le 20 juin 2013, la hauteur maximale relevée a été de 2,57 m ce même jour,. Sur le plan piscicole, la Veude est également classée en deuxième catégorie piscicole.
Trois zones humides ont été répertoriées sur la commune par la direction départementale des territoires (DDT) et le Conseil départemental d'Indre-et-Loire : « La Belle Ile », « la vallée de la Veude de Bel Ebat à la confluence » et « la vallée de la Veude »,.

### Climat
Pour des articles plus généraux, voir Climat du Centre-Val de Loire et Climat d'Indre-et-Loire.
En 2010, le climat de la commune est de type climat océanique altéré, selon une étude du CNRS s'appuyant sur une série de données couvrant la période 1971-2000. En 2020, Météo-France publie une typologie des climats de la France métropolitaine dans laquelle la commune est toujours exposée à un climat océanique altéré et est dans la région climatique Moyenne vallée de la Loire, caractérisée par une bonne insolation (1 850 h/an) et un été peu pluvieux.
Pour la période 1971-2000, la température annuelle moyenne est de 11,6 °C, avec une amplitude thermique annuelle de 14,7 °C. Le cumul annuel moyen de précipitations est de 650 mm, avec 10,8 jours de précipitations en janvier et 6,5 jours en juillet. Pour la période 1991-2020, la température moyenne annuelle observée sur la station météorologique de Météo-France la plus proche, sur la commune de Ligré à 4 km à vol d'oiseau, est de 12,5 °C et le cumul annuel moyen de précipitations est de 653,1 mm,. Pour l'avenir, les paramètres climatiques de la commune estimés pour 2050 selon différents scénarios d'émission de gaz à effet de serre sont consultables sur un site dédié publié par Météo-France en novembre 2022.

## Urbanisme

### Typologie
Au 1er janvier 2024, Anché est catégorisée commune rurale à habitat dispersé, selon la nouvelle grille communale de densité à sept niveaux définie par l'Insee en 2022.
Elle est située hors unité urbaine. Par ailleurs la commune fait partie de l'aire d'attraction de Chinon, dont elle est une commune de la couronne,. Cette aire, qui regroupe 20 communes, est catégorisée dans les aires de moins de 50 000 habitants,.

### Occupation des sols
L'occupation des sols de la commune, telle qu'elle ressort de la base de données européenne d’occupation biophysique des sols Corine Land Cover (CLC), est marquée par l'importance des territoires agricoles (80 % en 2018), une proportion identique à celle de 1990 (80 %). La répartition détaillée en 2018 est la suivante : 
terres arables (29 %), prairies (26,4 %), zones agricoles hétérogènes (18,8 %), zones urbanisées (9,5 %), cultures permanentes (5,8 %), eaux continentales (5,3 %), forêts (5,1 %). L'évolution de l’occupation des sols de la commune et de ses infrastructures peut être observée sur les différentes représentations cartographiques du territoire : la carte de Cassini (XVIIIe siècle), la carte d'état-major (1820-1866) et les cartes ou photos aériennes de l'IGN pour la période actuelle (1950 à aujourd'hui).

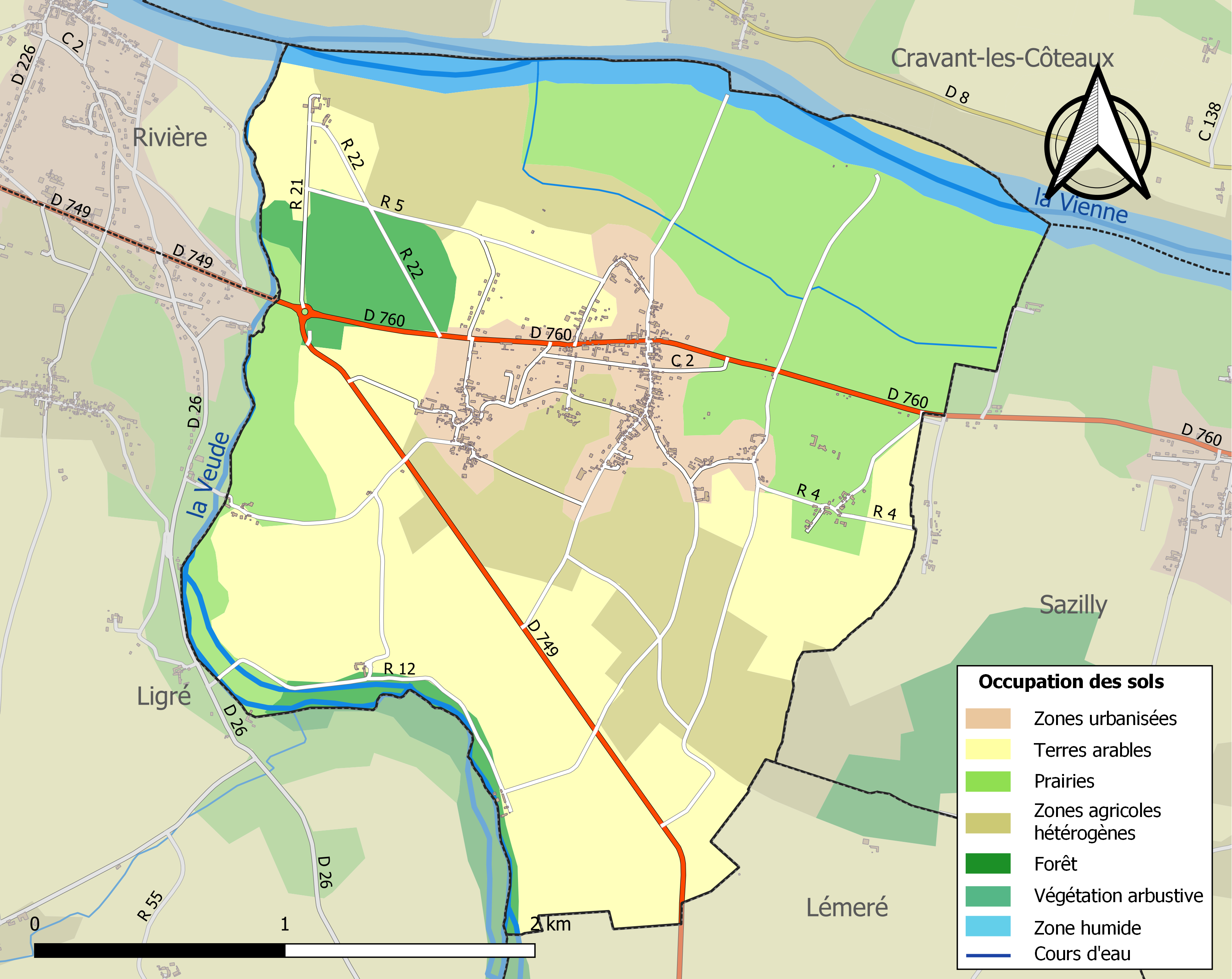
Carte des infrastructures et de l'occupation des sols de la commune en 2018 (CLC).

### Risques majeurs
Le territoire de la commune d'Anché est vulnérable à différents aléas naturels : météorologiques (tempête, orage, neige, grand froid, canicule ou sécheresse), inondations et séisme (sismicité faible). Il est également exposé à un risque technologique, le risque nucléaire. Un site publié par le BRGM permet d'évaluer simplement et rapidement les risques d'un bien localisé soit par son adresse soit par le numéro de sa parcelle.

#### Risques naturels
Certaines parties du territoire communal sont susceptibles d’être affectées par le risque d’inondation par débordement de cours d'eau, notamment la Veude et la Vienne. La commune a été reconnue en état de catastrophe naturelle au titre des dommages causés par les inondations et coulées de boue survenues en 1982 et 1999,.

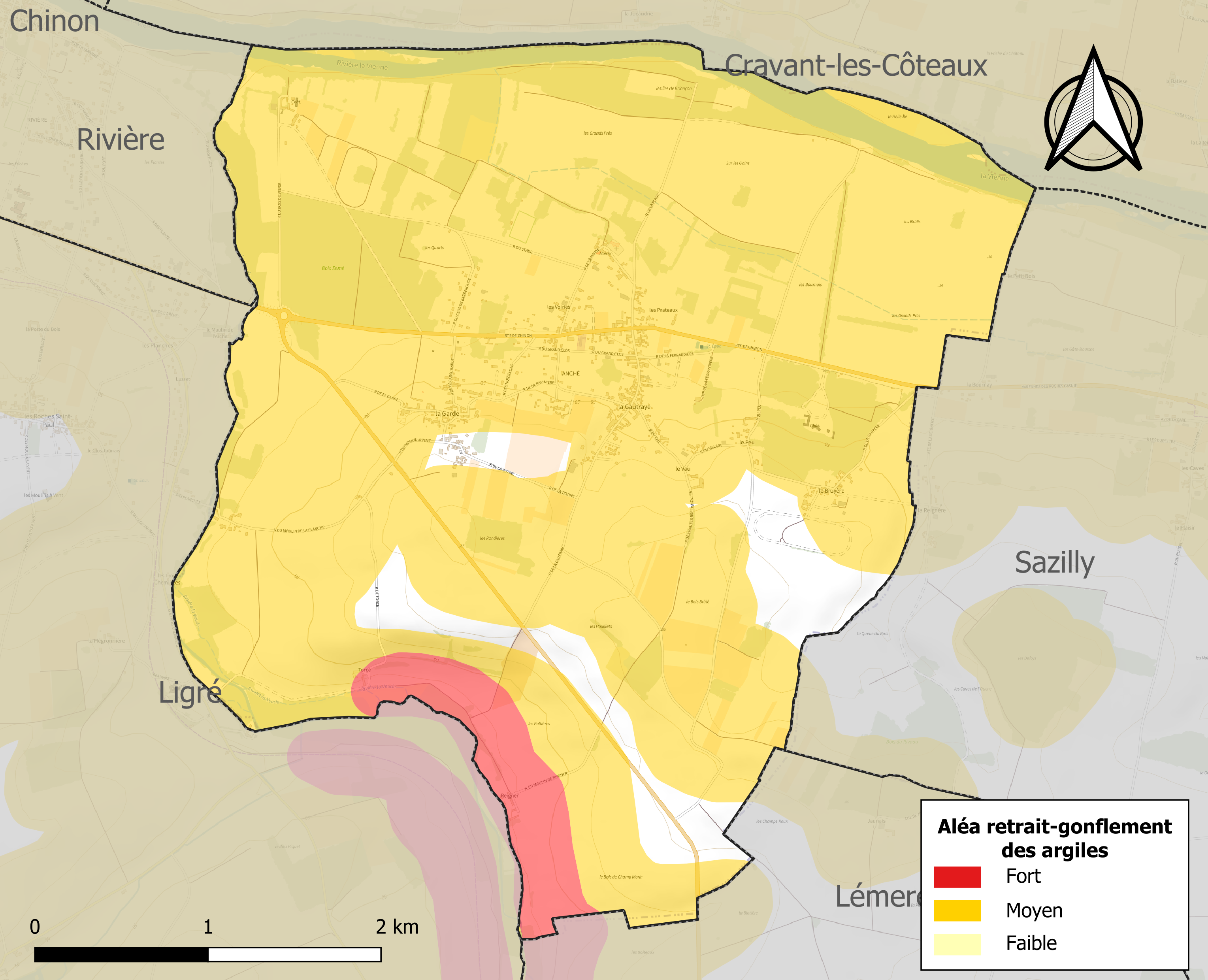
Carte des zones d'aléa retrait-gonflement des sols argileux d'Anché.

Le retrait-gonflement des sols argileux est susceptible d'engendrer des dommages importants aux bâtiments en cas d’alternance de périodes de sécheresse et de pluie. 92,9 % de la superficie communale est en aléa moyen ou fort (90,2 % au niveau départemental et 48,5 % au niveau national). Sur les 247 bâtiments dénombrés sur la commune en 2019, 234 sont en aléa moyen ou fort, soit 95 %, à comparer aux 91 % au niveau départemental et 54 % au niveau national. Une cartographie de l'exposition du territoire national au retrait gonflement des sols argileux est disponible sur le site du BRGM,.
Concernant les mouvements de terrains, la commune a été reconnue en état de catastrophe naturelle au titre des dommages causés par des mouvements de terrain en 1999.

#### Risques technologiques
En cas d’accident grave, certaines installations nucléaires sont susceptibles de rejeter dans l’atmosphère de l’iode radioactif. La commune étant située dans le périmètre immédiat de 5 km autour de la centrale nucléaire de Chinon, elle est exposée au risque nucléaire. À ce titre les habitants de la commune ont bénéficié, à titre préventif, d'une distribution de comprimés d’iode stable dont l’ingestion avant rejet radioactif permet de pallier les effets sur la thyroïde d’une exposition à de l’iode radioactif. En cas d'incident ou d'accident nucléaire, des consignes de confinement ou d'évacuation peuvent être données et les habitants peuvent être amenés à ingérer, sur ordre du préfet, les comprimés en leur possession.

## Toponymie
Le nom de la localité est attesté sous les formes Capella anscherii vers 1030,, Alodum de Anchia en 1050, Parochia ecclesiae Anchiae, prope fluvium Vosdoe en 1103.
Ce toponyme semble dériver de l'anthroponyme germanique Anscher.

## Politique et administration

### Tendances politiques et résultats
| Scrutin             | Scrutin             | 1er tour | 1er tour | 1er tour | 1er tour | 1er tour | 1er tour | 1er tour | 1er tour | 1er tour | 1er tour | 1er tour | 1er tour | 2d tour | 2d tour  | 2d tour | 2d tour | 2d tour  | 2d tour |
| Scrutin             | Scrutin             | 1er      | 1er      | %        | 2e       | 2e       | %        | 3e       | 3e       | %        | 4e       | 4e       | %        | 1er     | 1er      | %       | 2e      | 2e       | %       |
| ------------------- | ------------------- | -------- | -------- | -------- | -------- | -------- | -------- | -------- | -------- | -------- | -------- | -------- | -------- | ------- | -------- | ------- | ------- | -------- | ------- |
| Présidentielle 2017 | Présidentielle 2017 |          | FN       | 25,87    |          | LR       | 23,78    |          | EM       | 18,53    |          | LFI      | 18,18    |         | EM       | 59,02   |         | FN       | 40,98   |
| Présidentielle 2022 | Présidentielle 2022 |          | LREM     | 28,62    |          | RN       | 27,51    |          | LFI      | 13,75    |          | LR       | 8,18     |         | LREM     | 54,94   |         | RN       | 45,06   |
| Législatives 2022   | 4e                  |          | LREM-ENS | 28,57    |          | PS-Nupes | 23,21    |          | LR       | 22,02    |          | RN       | 17,86    |         | LREM-ENS | 59,43   |         | PS-Nupes | 40,57   |
| Législatives 2024   | 4e                  |          | RN       | 36,60    |          | RE-Ens   | 28,94    |          | PS-NFP   | 21,70    |          | LR       | 10,64    |         | RN       | 52,73   |         | PS-NFP   | 47,27   |

### Liste des maires
| Période                                  | Période   | Identité       | Étiquette | Qualité                    |
| ---------------------------------------- | --------- | -------------- | --------- | -------------------------- |
| avant 1995                               | mars 2008 | Michel Lecomte |           |                            |
| mars 2008                                | mars 2014 | Michel Albert  |           |                            |
| mars 2014                                | En cours  | Michel Ferrand | SE        | Retraité Fonction publique |
| Les données manquantes sont à compléter. |           |                |           |                            |

### Finances locales
Évolution de l'endettement (en milliers d’€) :

## Population et société

### Démographie
L'évolution du nombre d'habitants est connue à travers les recensements de la population effectués dans la commune depuis 1793. Pour les communes de moins de 10 000 habitants, une enquête de recensement portant sur toute la population est réalisée tous les cinq ans, les populations de référence des années intermédiaires étant quant à elles estimées par interpolation ou extrapolation. Pour la commune, le premier recensement exhaustif entrant dans le cadre du nouveau dispositif a été réalisé en 2008.

En 2022, la commune comptait 429 habitants, en évolution de +3,37 % par rapport à 2016 (Indre-et-Loire : +1,67 %, France hors Mayotte : +2,11 %).
| 1793 | 1800 | 1806 | 1821 | 1831 | 1836 | 1841 | 1846 | 1851 |
| ---- | ---- | ---- | ---- | ---- | ---- | ---- | ---- | ---- |
| 518  | 420  | 509  | 537  | 527  | 556  | 524  | 534  | 570  |

| 1856 | 1861 | 1866 | 1872 | 1876 | 1881 | 1886 | 1891 | 1896 |
| ---- | ---- | ---- | ---- | ---- | ---- | ---- | ---- | ---- |
| 546  | 544  | 533  | 500  | 528  | 559  | 562  | 532  | 524  |

| 1901 | 1906 | 1911 | 1921 | 1926 | 1931 | 1936 | 1946 | 1954 |
| ---- | ---- | ---- | ---- | ---- | ---- | ---- | ---- | ---- |
| 475  | 449  | 444  | 432  | 448  | 423  | 443  | 444  | 453  |

| 1962 | 1968 | 1975 | 1982 | 1990 | 1999 | 2006 | 2008 | 2013 |
| ---- | ---- | ---- | ---- | ---- | ---- | ---- | ---- | ---- |
| 475  | 429  | 363  | 367  | 347  | 364  | 406  | 418  | 408  |

| 2018 | 2022 | - | - | - | - | - | - | - |
| ---- | ---- | - | - | - | - | - | - | - |
| 418  | 429  | - | - | - | - | - | - | - |

### Enseignement
La commune d'Anché se trouve dans l'académie d'Orléans-Tours (Zone B) et dans la circonscription de Chinon. Une école élémentaire publique rassemble les élèves de la commune. Les collèges de rattachement se situent à Chinon.

## Culture locale et patrimoine

### Lieux et monuments
- Église Saint-Symphorien, inscrite monument historique depuis 1926[40].
- Château des Brétignolles, inscrit monument historique depuis 1949[41].
- Manoir du Bois de Veude, situé 8 rue du Bois-de-Veude, inscrit monument historique depuis 1964[42].

### Personnalités liées à la commune
- Guillaume de Ballan, bourgeois de Chinon en 1432, décédé entre janvier 1448 et 1451. Époux de Marguerite Barbier, dame de La Rue. Propriétaires du fief de Brétignolles à Anché. Seigneur de Maulévrier à Lerné (1458).  Anobli en janvier 1448 avec son gendre.
- Jehan Bernard. écuyer (1474-1481), valet de chambre du dauphin (Louis XI), capitaine de Loches et grènetier de Chinon. Seigneur de La Mothe d'Arthanne. Frère de deux archevêques de Tours et du premier régent de l'université d'Angers à sa fondation. Anobli en janvier 1448 avec son beau-père. Il meurt en 1488. Époux de Jehanne de Ballan qui vit en 1489, fille du précédent. Détenteur du fief de Bretignolles à Anché. Ses armoiries figurent dans la chapelle du château de Brétignolles.
- Estienne Bernard. Fils du précédent. Licencié en lois. Vit en 1526. Seigneur de Champigny (Yonne, Sénonais) par son mariage en 1480 avec Anne Legoux, fille de Jean un des notaires-secrétaires de Louis XI (décédé en 1484 ou 1485) et de Catherine Du Croiset dame de Champigny (+1474)[43].
- Jehan Bernard. Fils du précédent. Seigneur de Brétignolles et de Champigny. Valet de chambre du dauphin (1519-1542) ; échanson du dauphin (1543-1548) ; valet de chambre du Roi (1548). Il meurt en 1550. Il épouse en 1533 Jehanne Hurault, fille de Denis (+1538), seigneur de Saint-Denis-sur-Loire, capitaine de Blois, et de Louise Boudet.
- Jehan Bernard. Seigneur de Brétignolles et de Champigny. Fils du précédent. Ecuyer. Tué à la bataille de Moncontour (Poitou) en octobre 1569. Il épouse en 1556 Jehanne de La Rama, fille du seigneur du Plessis-Hénault (paroisse de Saint-Just-en-Brie), sœur de Charles de La Rama, nommé Grand-prieur de France de l'Ordre de Saint-Jean de Jérusalem mais poussé à s'effacer devant un prince du Sang, et devenu ensuite Prieur d'Aquitaine. Munie de cette introduction éminente, la famille de Bernard fournira dès lors de nombreux chevaliers à l'ordre de Malte. Elle vit en 1615. Ce long veuvage se déroule durant les 35 années de guerres civiles dites de Religion. La fortune de la famille en est très gravement affectée. La famille se fixe apparemment dans la Basse vallée de l'Yonne.
- Louis de Bernard. Fils puîné du précédent. Seigneur de Bertignolles (1595), seigneur en partie de Champigny (1595) avant de pouvoir en racheter les parts à son aîné. Il meurt en 1616. Il épouse en 1595 Jeanne de Goué, fille du seigneur de Villeneuve-la-Guyard, d'origine Vendômoise et parente des Du Bellay. Elle meurt entre 1627 et 1636. Dans la Basse vallée de l'Yonne, la seigneurie du Chinonais étant inconnue, son orthographe a donc varié.
- Louis de Bernard. Fils aîné du précédent. Seigneur de Champigny, La Chapelle (-feu-Payen) et Bretignolles (1636), il meurt en août 1661 en revenant de prendre les eaux à Bourbon. Épouse en 1634 Claude Camus de Pontcarré décédée en 1653.
- Philippe de Bernard. Frère puîné du précédent. Sieur de Bretignolles, la Chapelle-Blezy et Beaumont (1627). Il meurt entre 1627 et 1636.
- Charles de Bernard. Frère cadet du précédent. Sieur de Bretignolles et de Champigny (1629-1631). Il meurt après 1631.
- Henry de Bernard. Fils cadet de Louis et de Claude Camus de Pontcarré. Ecuyer et seigneur de Bertignolles en 1625. Il est le dernier du lignage à porter le tire seigneurial de Bertignolles.